# Haplochromis pyrrhocephalus
Haplochromis pyrrhocephalus är en fiskart som beskrevs av Witte och Witte-maas, 1987. Haplochromis pyrrhocephalus ingår i släktet Haplochromis och familjen Cichlidae. IUCN kategoriserar arten globalt som livskraftig. Inga underarter finns listade i Catalogue of Life.